# Dhaka Bypass Expressway

De Dhaka Bypass Expressway (Bengaals:ঢাকা বাইপাস এক্সপ্রেসওয়ে) is een (in aanleg zijnde) autosnelweg in Bangladesh. De snelweg moet 48 kilometer lang worden en verbindt als ringweg om Dhaka Kodda met Madanpur. De snelweg wordt onderdeel van de AH1. De bouwwerken begonnen in 2019. 
Bangabandhu Sheikh Mujibur Rahman Expressway ·
Bhanga–Benapole Expressway ·
Chittagong Elevated Expressway ·
Dhaka Bypass Expressway ·
Dhaka Elevated Expressway ·
Dhaka–Ashulia Elevated Expressway ·
Hatirjheel–Demra Expressway ·
Purbachal Expressway ·